# Такэтоми (остров)
Такэто́ми (яп. 竹富島 такэтоми-дзима) — небольшой остров в островной группе Яэяма островов Сакисима архипелага Рюкю. Административно относится к округу Такэтоми уезда Яэяма префектуры Окинава, Япония.

## География
Площадь острова составляет 5,43 км², население — 323 человека (2012).
На острове находится посёлок Такэтоми. Паромом соединён с островом Исигаки.
Высота острова — 21 м.

## Фотогалерея

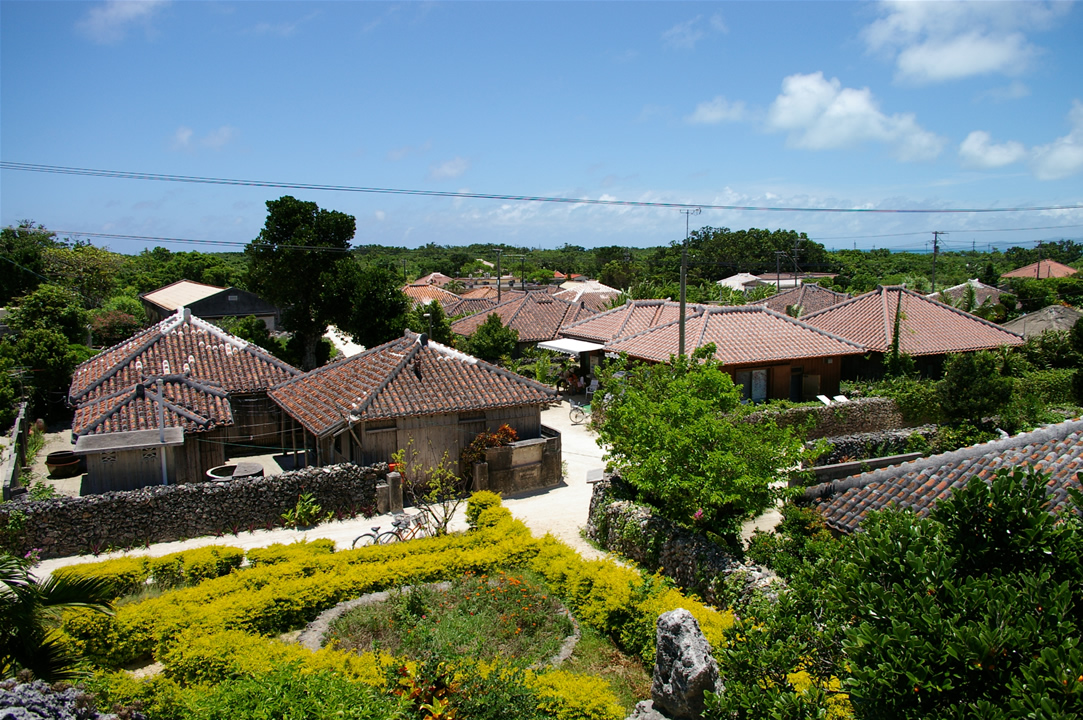
Посёлок Такэтоми
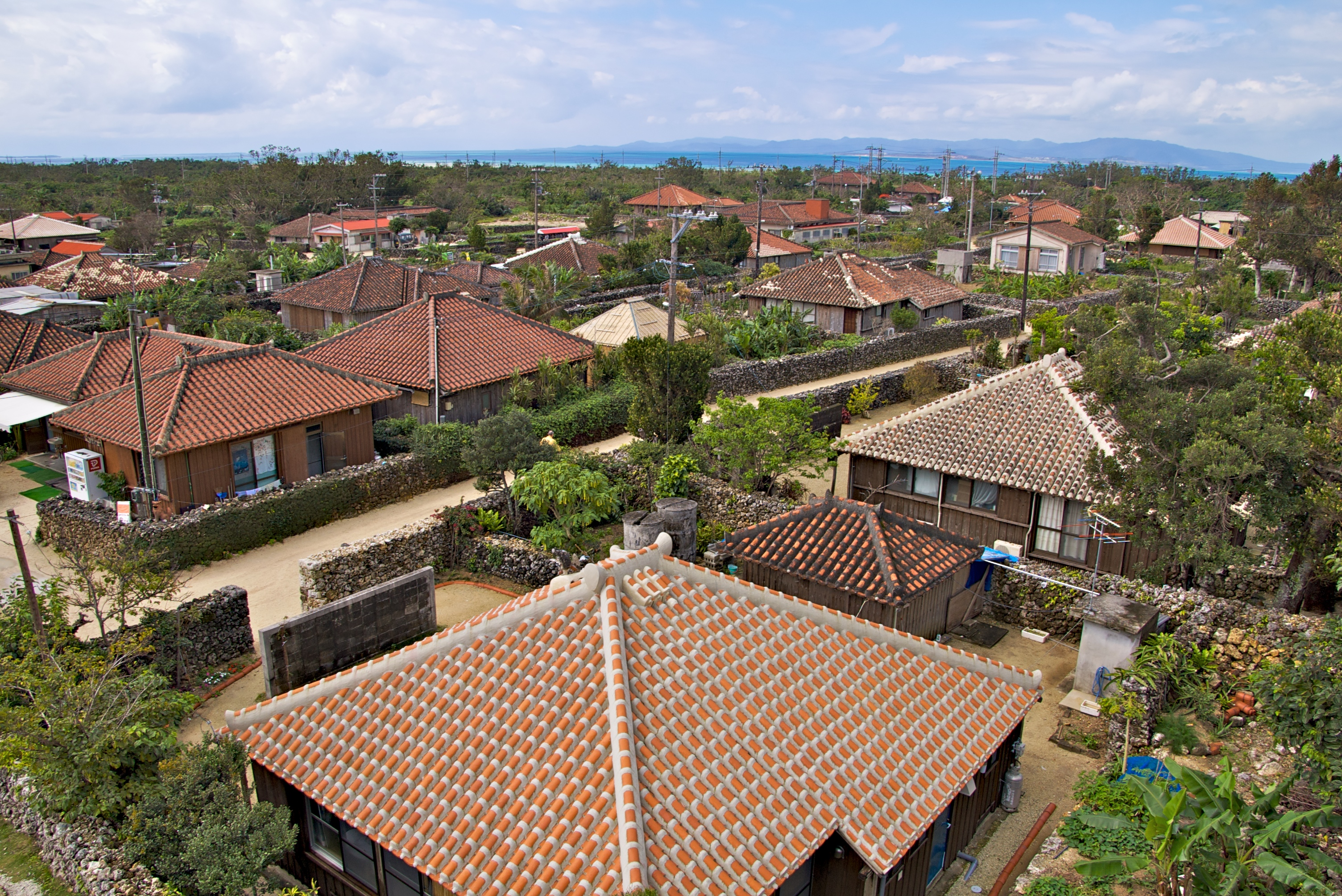
Посёлок Такэтоми
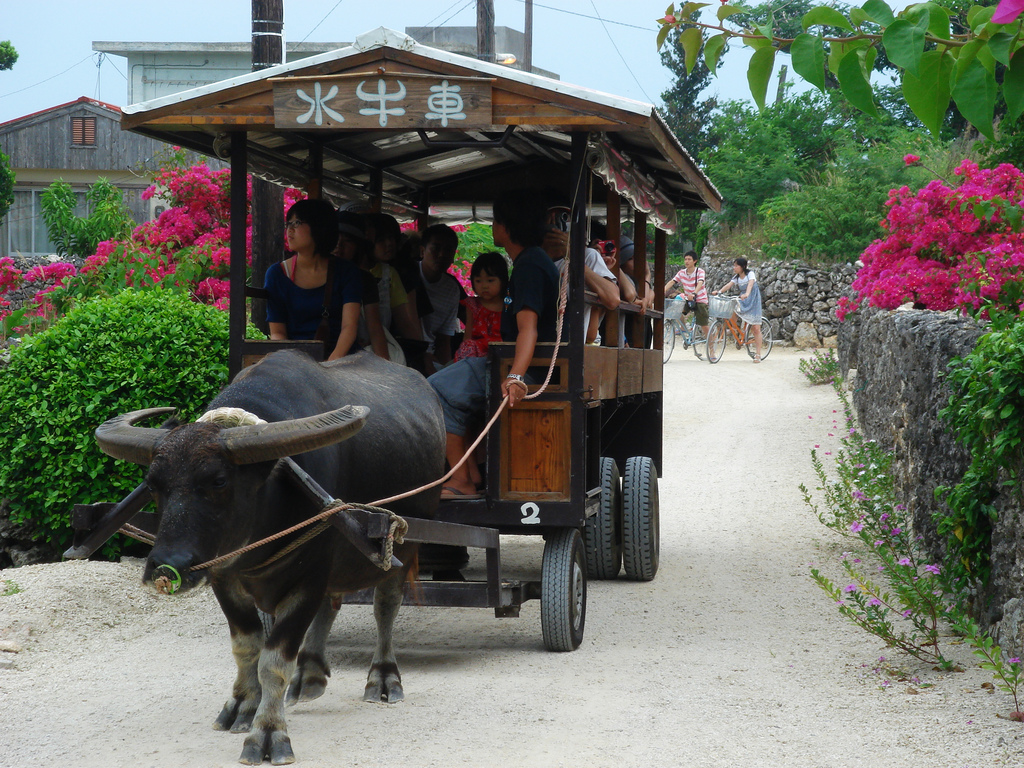
Традиционный транспорт